# Phyllonorycter kearfottella
Phyllonorycter kearfottella là một loài bướm đêm thuộc họ Gracillariidae. Chúng sinh sống ở Hoa Kỳ (bao gồm Connecticut, New Jersey, Kentucky, Maine, New York và Washington).
Sải cánh khoảng 7 mm.

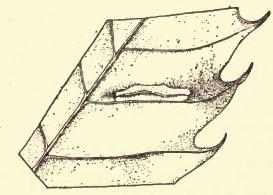
Mine

Ấu trùng ăn Castanea, bao gồm Castanea dentata, Castanea mollissima và Castanea sativa. Chúng cuộn lá làm tổ.